# 1992 WP3
1992 WP3 är en asteroid i huvudbältet, som upptäcktes den 17 november 1992 av den japanske amatörastronomen Atsushi Sugie i Dynic-observatoriet.
Asteroiden har en diameter på ungefär 10 kilometer och den tillhör asteroidgruppen Eos.